# 鄂晓梅
鄂晓梅（1970年3月—），女，达斡尔族，内蒙古呼伦贝尔人，中华人民共和国政治人物。现任内蒙古大学法学院教授，博士生导师。第十三、十四届全国政协委员。